# Cornigomphus mariannae
Cornigomphus mariannae is een echte libel uit de familie van de rombouten (Gomphidae).
De wetenschappelijke naam van de soort werd in 1992 als Paragomphus mariannae gepubliceerd door Jean Legrand. De typelocatie is plateau de Zougouépo aan de Zouguérivier, Mont Nimba in Guinee. De soort is vernoemd naar Marianne Kiauta.